# Centaurea globurensis
Centaurea globurensis là một loài thực vật có hoa trong họ Cúc. Loài này được Nyár. mô tả khoa học đầu tiên năm 1934.